# Scalmicauda evadne
Scalmicauda evadne är en fjärilsart som beskrevs av Sergius G. Kiriakoff 1979. Scalmicauda evadne ingår i släktet Scalmicauda och familjen tandspinnare. Inga underarter finns listade.